# NGC 4018
NGC  4018 es una galaxia en la constelación de Coma Berenices. Se encuentra a unos 69 megaparsec de distancia, unos 224,8 millones de años luz.
El objeto fue descubierto por Johan Dreyer el 26 de abril de 1878 .